# Tevin Campbell
Tevin Jermod Campbell, född 12 november 1976 i Waxahachie, Texas, USA, är en amerikansk R&B-musiker, låtskrivare och skådespelare.

## Biografi
Tevin Campbell föddes i Waxahachie i Texas och hade en passion för att sjunga redan i ung ålder. Han började med att sjunga gospel, först som körmedlem och sedan som solist i en kyrka i en liten stad strax söder om Dallas.
År 1988 arrangerade en vän till Campbells mor så att Campbell fick provsjunga för jazzflöjtisten Bobbi Humphrey. Campbell fick sjunga för Humphrey över telefon, då Humphrey befann sig i New York. Humphrey fattade intresse för Campbell och lämnade in ett ljud- och videoband till Warner Bros. Detta ledde till ett möte med artistmanagern Benny Medina, som då arbetade för Warner Bros.
Campbell introducerades till R&B-världen av Quincy Jones i augusti 1989. Campbells debutsingel "Tomorrow (A Better You, Better Me)" placerade sig som nummer 1 på Billboards Hot R&B/Hip-Hop Songs singellista i juni 1990. Låten var en version av The Brothers Johnsons instrumentala låt med samma namn från 1976.
Campbell gjorde den engelska rösten till figuren Powerline i Disneyfilmen Janne Långben – The Movie, där han sjunger låtarna "I 2 I" (även känd som "Eye to Eye") och "Stand Out".

## Diskografi
- 1991 – T.E.V.I.N.
- 1993 – I'm Ready
- 1996 – Back to the World
- 1999 – Tevin Campbell
- 2001 – The Best of Tevin Campbell